# Neòfit
Neòfit (en llatí Neophytus, en grec Νεοφύτου) fou un escriptor grec que vivia a Xipre i probablement hi havia nascut.
Es coneix un tractat curt però curiós titulat Νεοφύτου πρεσβυτέρου μοναχοῦ καὶ ἐγκλειστοῦ περὶ τῶν κατὰ χώραν Κύπρον σκαιῶν, Neophyti Presbyteri Monachi et Inclusi, De Calamitatibus Cypri, on Neòfit fa un relat de la usurpació de l'illa per Isaac Comnè de Xipre, la conquesta i l'empresonament d'Isaac per Ricard Cor de Lleó, rei d'Anglaterra, i la venda de l'illa als llatins. L'autor va ser contemporani dels fets que descriu i per tant, va viure a finals del segle xii.
D'aquest Neòfit de Xipre se sap que va escriure: 
- Orationes. Trenta oracions.
- Catena in Canticum, i algunes altres sobre temes teològics, que són també probablement d'ell.

Un altre autor grec del mateix nom (Neòfit) i d'època desconeguda va escriure sobre filosofia:
- Definitiones,
- Divisiones Summariae totius Aristotelis Philosophiae
- Epitome in Porphyrii quinque voces et in Aristotelis Organon.

Encara un tercer escriptor de nom Neòfit, distingit com Neòfit Prodromè (Neophytus Prodromenus, Νεοφύτου), d'època desconeguda, va escriure un llibre sobre botànica, Demonstratio de Plantis, i algun altre tractat de química.